# Quaich

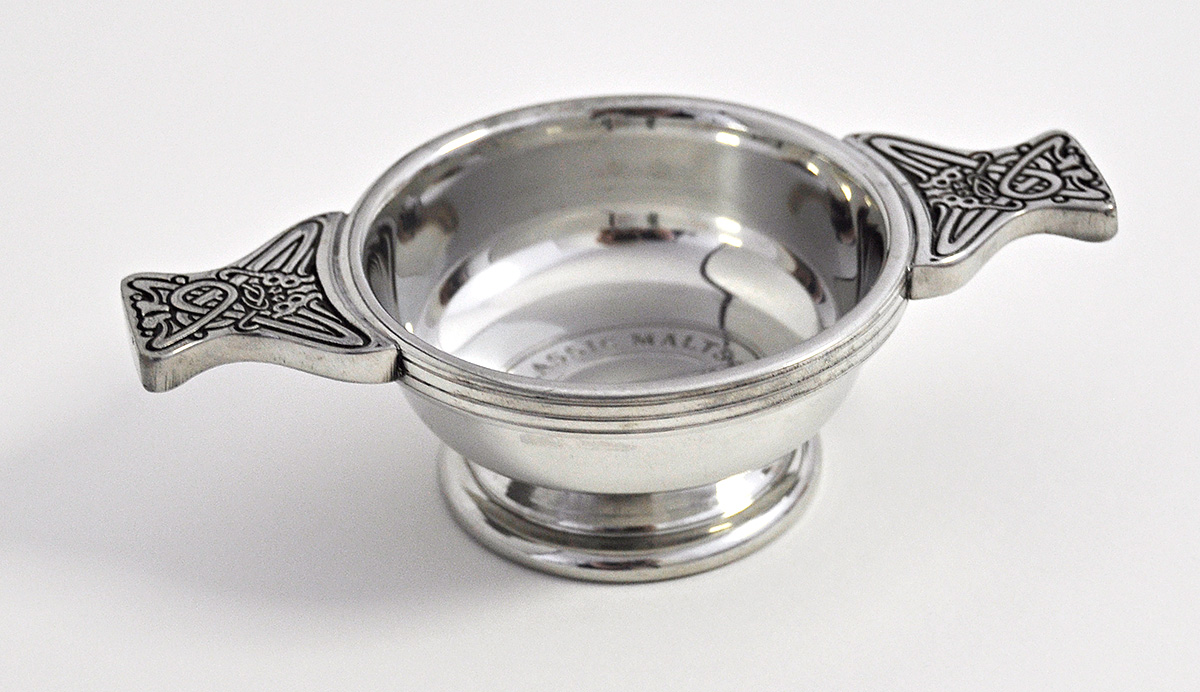
Quaich aus Edelstahl

Der Quaich (ˈkweɪx) ist ein traditionelles Trinkgefäß aus Schottland. Es handelt sich um eine flache Schale mit zwei Henkeln, die hauptsächlich für Whisky genutzt wird. Der Begriff ist abgeleitet vom gälischen Wort cuach für Becher.

## Geschichte
In früheren Jahrhunderten wurde der Quaich aus Holz oder Horn hergestellt. Seit dem 17. Jahrhundert gab es Einfassungen aus Silber und seit dieser Zeit gibt es auch Gefäße vollständig aus Metall. Die Gefäße sind für einen Willkommens- oder Abschiedstrunk ihres Besuches sowohl von Clan-Chiefs, Kaufleuten als auch einfachen Bauern genutzt worden.
Man nutzte Quaichs für Whisky oder auch Brandy. Sir Walter Scott servierte Getränke in Gefäßen mit Silbereinlagen. Der eigene Quaich hatte einen Boden aus Glas, so dass sein Besitzer die Trinkgefährten jederzeit beobachten konnte. 1745 reiste der Becher im Kochgeschirr von Bonnie Prince Charlie von Edinburgh nach Derby. 
Die romantischere Variante des Quaichs hatte einen doppelten Glasboden, in dem eine Haarlocke der Liebsten aufbewahrt wurde. So verschenkte König Jakob VI. von Schottland im Jahre 1589 einen Quaich als Hochzeitsgeschenk an Anna von Dänemark und Norwegen.
Seit 1988 gibt es die Keepers of the Quaich, eine in Schottland ansässige, international tätige Vereinigung, deren Aufgabe in der Pflege, Wahrung und Förderung der schottischen Whisky-Kultur besteht.